# Cryptocala hetaera
Cryptocala hetaera là một loài bướm đêm trong họ Noctuidae.